# 威格尔斯沃思氏菌属
威格尔斯沃思氏菌属为欧文菌科的一属细菌。该属的模式种为舌蝇威格尔斯沃思氏菌（Wigglesworthia glossinidia）。

## 下属物种
- 舌蝇威格尔斯沃思氏菌 Wigglesworthia glossinidia Aksoy 1995